# Bulgarische Eishockeyliga 1997/98
Die Saison 1997/98 war die 46. Spielzeit der bulgarischen Eishockeyliga, der höchsten bulgarischen Eishockeyspielklasse. Meister wurde zum insgesamt elften Mal in der Vereinsgeschichte der HK Slawia Sofia.

## Modus
In der Hauptrunde absolvierte jede der vier Mannschaften insgesamt zwölf Spiele. Der Erstplatzierte der Hauptrunde wurde Meister. Für einen Sieg erhielt jede Mannschaft zwei Punkte, bei einem Unentschieden gab es einen Punkt und bei einer Niederlage null Punkte.

## Hauptrunde
|    | Klub                | Sp | S  | U | N  | Tore   | Punkte |
| -- | ------------------- | -- | -- | - | -- | ------ | ------ |
| 1. | HK Slawia Sofia     | 12 | 11 | 1 | 0  | 88:28  | 23     |
| 2. | Akademik Sofia      | 12 | 6  | 1 | 5  | 63:46  | 13     |
| 3. | HK Lewski Sofia     | 12 | 6  | 0 | 6  | 61:63  | 12     |
| 4. | HK Metallurg Pernik | 12 | 0  | 0 | 12 | 45:130 | 0      |

Sp = Spiele, S = Siege, U = unentschieden, N = Niederlagen, OTS = Overtime-Siege, OTN = Overtime-Niederlage, SOS = Penalty-Siege, SON = Penalty-Niederlage